# Aventuras entre los pieles rojas
Aventuras entre los pieles rojas (italiano: Avventure fra le pellirosse) es una novela de aventuras del escritor italiano Emilio Salgari. Fue publicada en 1900 y firmada por Salgari con el seudónimo Guido Landucci. La novela es una adaptación de Nick of the Woods, o The Jibbenainosay: A Tale of Kentucky de Robert Montgomery Bird, uno de los primeros libros del género Far West, escrito en 1837. El original, que contenía numerosos personajes y subtramas, era claramente simplificado por Salgari, para hacerlo más inmediato y más impactante; la trama es sin embargo muy similar.

## Trama
Randolfo y Mary Harrighen son dos jóvenes mexicanos que fueron desheredados por su tío debido a ser partidistas de Juárez y ser imperialistas partidarios de Maximiliano. La acción se desarrolla en los estados de Nuevo México y Texas, cuando estos pertenecían a México, los jóvenes van en busca de oro que les permita rehacer su fortuna, para lograr su cometido deberán atravesar territorios infestados de apaches y comanches. Acompañados de un ladrón de caballos, un cuáquero, un explorador y guiados por una niña vivirán grandes aventuras y enfrentamientos entre los pieles rojas.

## Títulos alternativos en español
- La Editorial Saturnino Calleja, publicó Aventuras entre los pieles rojas en un volumen (193?).
- La Editorial Molino dentro de su colección Salgari, publicó Aventuras entre los pieles rojas en un volumen (1955).
- La Editorial GAHE, publicó Aventuras entre los pieles rojas en un volumen (1974).
- La Ed. Favencia, publicó Aventuras entre los pieles rojas en un volumen  (1977).